# Auguste de Caulaincourt

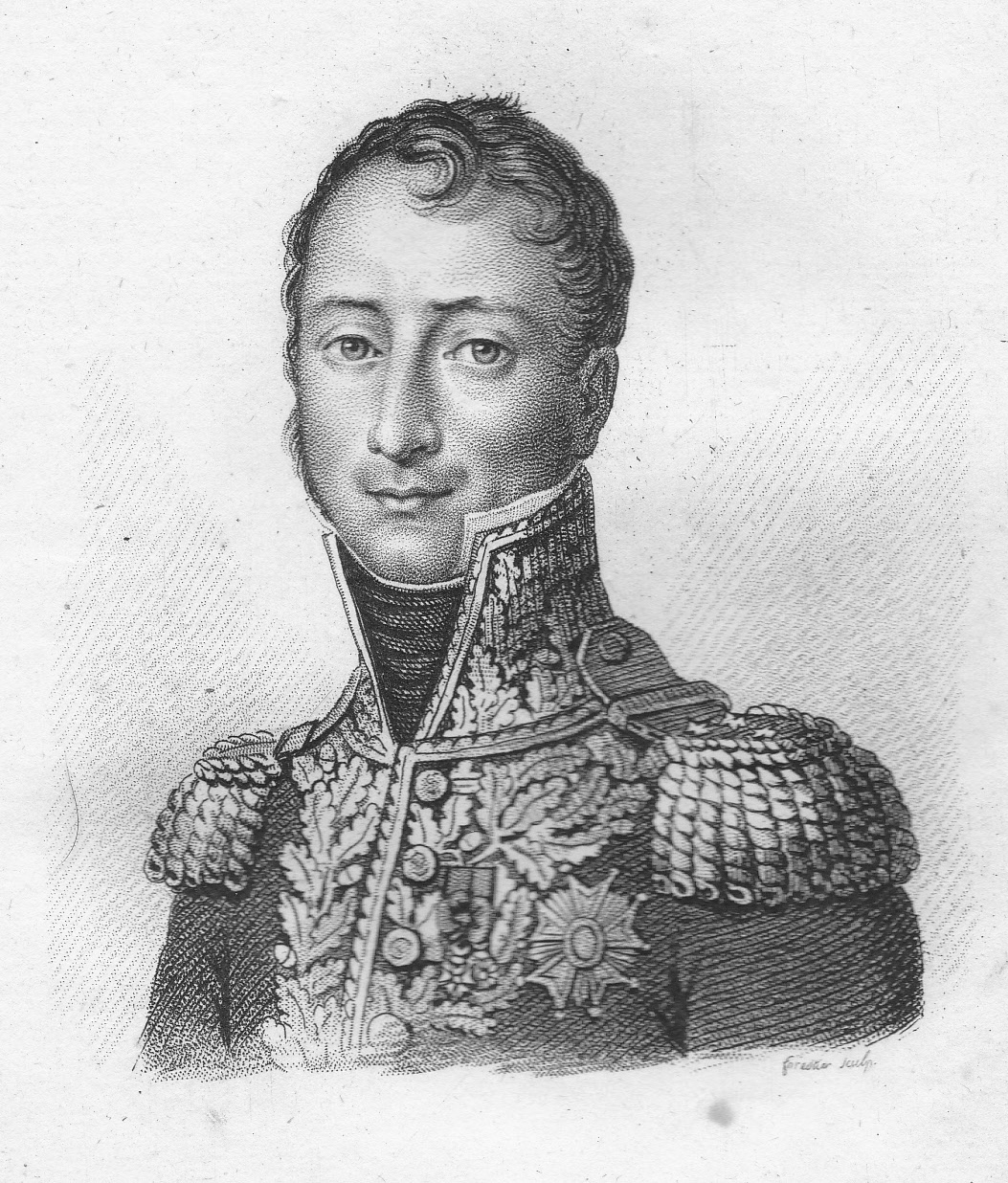
General August Johann Gabriel de Caulaincourt (1777–1812)

August Johann Gabriel de Caulaincourt (franz.: Auguste-Jean-Gabriel de Caulaincourt, * 16. September 1777 in Caulaincourt; † 7. September 1812 bei Borodino) war ein französischer Divisionsgeneral. Am 24. April 1808 wurde er zum Comte de l’Empire ernannt.

## Herkunft
Er entstammt einer alten Familie aus der Picardie. Seine Eltern waren Louis-Gabriel de Caulaincourt (1740–1808) und dessen Ehefrau Anne-Joséphine de Barandier de la Chaussé d’Eu (1751–1830)
Er folgte seinem Bruder Armand (1773–1827) in die französische Armee.

## Leben

Caulaincourts Tod beim Angriff auf die Große Schanze

Am 23. Januar 1792 kam er als Seconde-Lieutenant in ein Kürassierregiment und wurde am 21. Januar 1796 Lieutenant im Ersten Regiment Karabinier, am 28. Februar 1796 kam er als Hauptmann in das Erste Dragoner-Regiment. Er nahm am Rheinfeldzug teil und kämpfte bei Stockach. Am 25. März 1799 zeichnet er sich im Gefecht bei Mulhenthal aus. Im Gefecht am St. Gothard wird er durch eine Lanze verwundet. Am Ende des Feldzuges wurde er zum Eskadronschef ernannt. Er kam nach Italien, wo er am 14. Juni 1800 bei Marengo kämpfte und verwundet wurde. Im Jahr 1804 wurde er Oberst und Adjutant des Marschalls Berthier. 1806 kam er als Oberstallmeister zum König von Holland Louis Bonaparte. Das Wetter in Holland tat seiner Gesundheit aber nicht gut und so wurde er als Minister-Plenipotentiaris nach Neapel geschickt. 1808 kehrte er zur Armee zurück und wurde zum Brigadegeneral ernannt. Er kam zur Armee nach Spanien und eroberte am 3. Juli 1808 Cuenca. Er wurde 1809 wurde er Divisionsgeneral und danach Kommandeur aller Dragoner-Regimenter in Spanien. 1810 wurde er verwundet und musste sich in Paris erholen.
Im russischen Krieg von 1812 befehligte er einige Zeit das große Hauptquartier. In der Schlacht bei Borodino wurde er nach dem Tod Montbruns Kommandeur von dessen Kavalleriekorps. Bei dem Angriff auf die „Große Schanze“ – eine entscheidende Stelle des Schlachtfeldes – wurde er eine Stunde später von einer Kanonenkugel getroffen.